# Källan (skulptur)

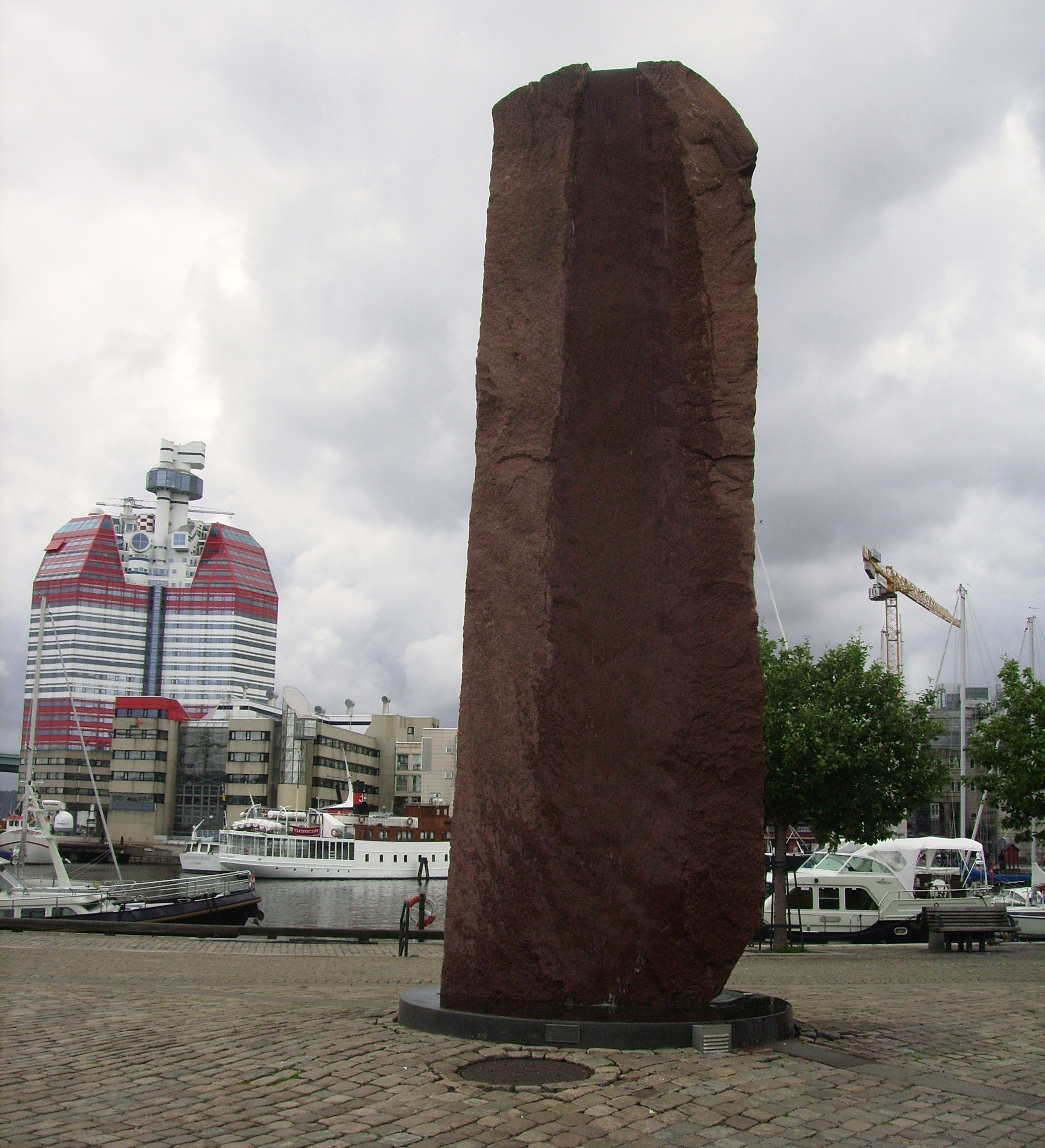
Källan. I bakgrunden Läppstiftet.

Källan är en skulptur vid Lilla Bommens hamn utanför Göteborgsoperan.
På monumentet rinner vatten ner för stenen. Den är utförd av Bård Breivik 1994 med medel från Charles Felix Lindbergs donationsfond.